# Даніел Лі (плавець)
Даніел Лі (1 січня 1990) — шрі-ланкійський плавець.
Учасник Олімпійських Ігор 2008 року, де в попередніх запливах на дистанції 50 метрів вільним стилем посів 66-те місце і не потрапив до півфіналів.